# Ягідництво
Ягідництво — це галузь сільського господарства, яка займається вирощуванням ягідних культур. Наука помологія займається вивченням сортів овочевих та ягідних культур. Ягоди — це багатосім'яні плоди з м'якоттю. Мають високу харчову цінність та багатий вітамінний склад.

## Використання
Ягідні культури широко використовують для виробництва соків, вина, сиропів, компотів, сухофруктів. Також активно ягоди використовують у фармакології та косметології. Користуються великим попитом і можуть давати значний прибуток сільському господарству.

## Культури, що вирощують в ягідництві
Полуниця — найпопулярніша ягідна культура. Займає 50-60 % площі всіх ягідників.
Смородина займає 20-30 % площі ягідників. Вирощують смородину чорну і порічки червоні.
Аґрус — найбільш врожайна ягідна культура. Займає 8-10 % загальної площі ягідників.
Ягідні культури скороплідні та можуть давати досить великі врожаї. Якісний догляд за ягідними культурами дозволяє отримувати високі врожаї та гарні прибутки. Всі ягідні культури починають давати плоди через 1-2 роки після посадки. Полуниці дає гарні плоди 5 років, а решта культур може плодоносити 15-25 років.